# James Yun
James Carson Yun (Hollywood, 13 mei 1981), beter bekend als Jimmy Wang Yang, is een Amerikaans professioneel worstelaar van Koreaanse afkomst, die bekend was in de World Wrestling Entertainment (WWE).

## In worstelen
- Finishers
  - Yang Time

- Signature moves
  - Baseball slide into a frankensteiner
  - Corner backflip kick
  - Diving crossbody
  - Jumping spinning leg lariat
  - Legsweep
  - Missile dropkick
  - Monkey flip
  - Running spinning wheel kick to a cornered opponent
  - Standing moonsault

- Managers
  - Leia Meow
  - Bruce Leroy
  - Tajiri
  - Amy Zidian
  - Torrie Wilson

## Erelijst
- All Japan Pro Wrestling
  - Real World Junior Heavyweight Tag Team League (1 keer met Kaz Hayashi)

- Andere titels
  - Central American Middleweight Championship (1 keer)